# Джанаев, Азанбек Васильевич
Азанбе́к (Михаи́л) Васи́льевич Джана́ев (осет. Дзанайты Азамбег; 14 мая 1919, Владикавказ, РСФСР — 1989, там же) — советский художник-живописец, график, скульптор, сценограф и режиссёр. Народный художник РСФСР (1981).

## Биография
Родился во Владикавказе; в 1937—1939 годах учился в СХШ при Ленинградской академии художеств, на отделении скульптуры в Московском художественно-промышленном училище (1939—1940), на факультете станковой живописи в Ленинградском академическом институте живописи скульптуры и архитектуры им. Репина (1941, 1945—1949).
В 1941 году ушёл на фронт, был контужен. Имеет боевые награды.
В 1950—1979 годах — активная творческая деятельность.
Учился на режиссёрском факультете ВГИКа (1949—1950), выступил в качестве режиссёра, оператора и художника в создании фильма «Осетинская легенда» (1965).
Проживал в Доме художника на улице Шмулевича, где у него была квартира-мастерская. В настоящее время этот дом является памятником истории и объектом культурного наследия.
К 1985 году потерял слух. Скончался от последствий контузии, полученной во время войны, в декабре 1989 года в Орджоникидзе, похоронен на Аллее Славы.

## Произведения

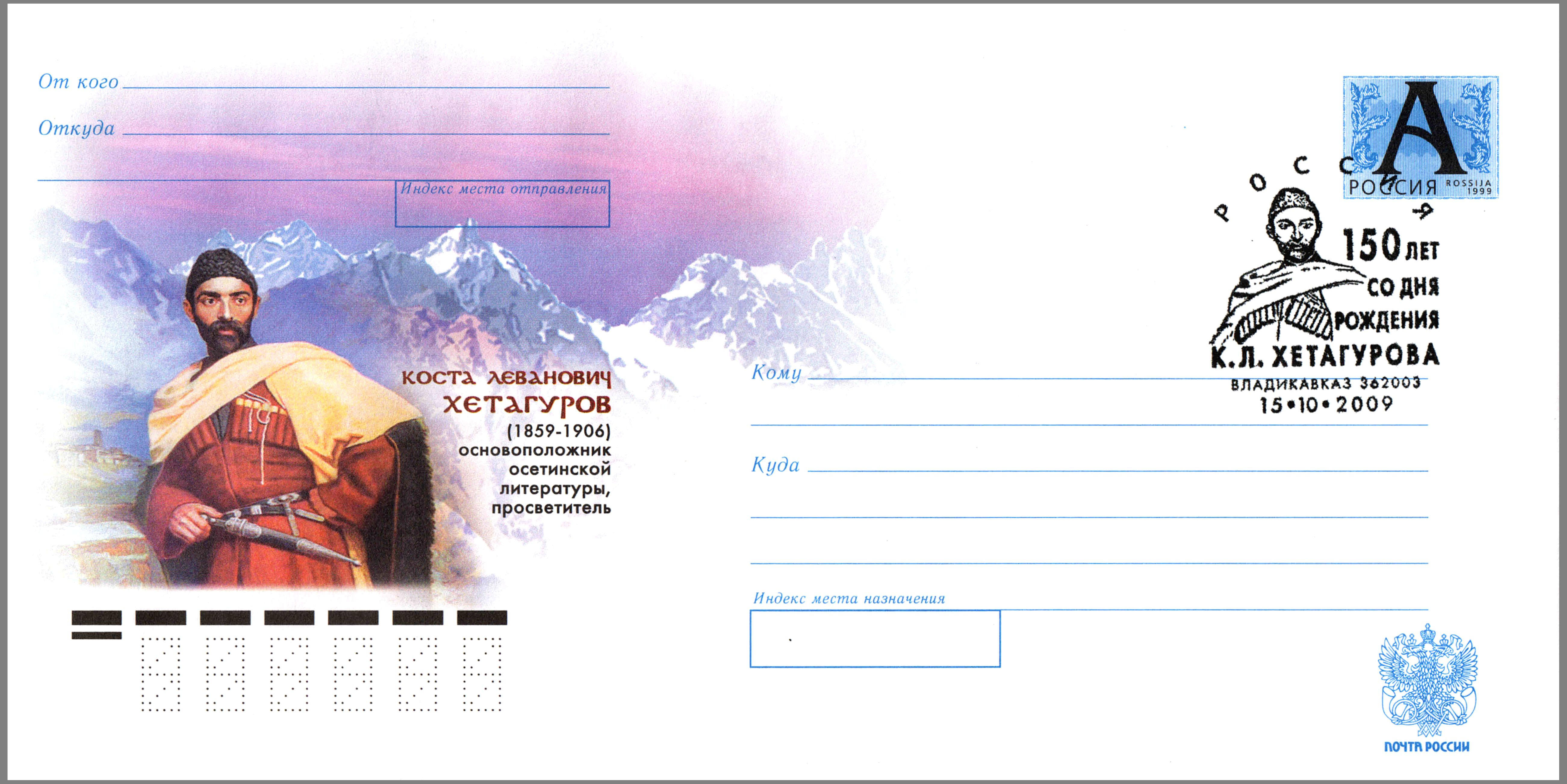
Фрагмент картины А. В. Джанаева «Коста» (1959 г., Национальный музей Республики Северная Осетия-Алания) на художественном маркированном конверте. Россия, 2009 г.

- Серия иллюстраций к узбекскому эпосу «Алпамыш» (1950)
- Серия иллюстраций к карело-финскому эпосу «Калевала» (1951)
- Серия иллюстраций к произведения осетинских писателей (1952)
- Графическая серия на тему «Сельские труженики» (1954—1955)
- 4 живописных полотна посвящ. жизни К. Л. Хетагурова (1956—1957)
- Графическая серия посвященных истории Осетии (1957)
- Серия живописных полотен на тему «Осетия советская» (1958—1960)
- Иллюстрации к книге Василия Яна «Чингиз-Хан» (1960)
- Серия скульптурных произведений (1960—1963)
- Графическая серия «В горах» (1963)
- Крупная серия иллюстраций к нартскому эпосу (1974—1979)

## Награды
- Народный художник РСФСР (1981)[1]
- Заслуженный художник РСФСР (1960)
- Заслуженный деятель искусств СОАССР (1957)
- Государственная премия СОАССР им. К. Л. Хетагурова (1986)